# Zapalenie błony naczyniowej
Zapalenie błony naczyniowej (łac. uveitis) – choroba narządu wzroku charakteryzująca się wysokim stopniem bolesności, mogąca prowadzić do całkowitego zaniewidzenia. Często nie udaje się jednoznacznie ustalić przyczyn zapalenia błony naczyniowej. U jego podłoża mogą leżeć schorzenia ogólne o podłożu reumatoidalnym (np. reaktywne zapalenie stawów, choroba Bechterewa), schorzenia metaboliczne (np. cukrzyca), choroby bakteryjne (np. gruźlica, kiła), obecność ognisk zakażenia (np. ogniska okołozębowe, zapalenie zatok przynosowych), kolagenozy i choroby odzwierzęce (toksokaroza, toksoplazmoza), łuszczyca. W przypadku rozpoznania ostrego zapalenia błony naczyniowej chory powinien być w trybie pilnym skierowany do lekarza okulisty.

## Klasyfikacja
Błona naczyniowa oka składa się z trzech części: tęczówki, naczyniówki i ciała (mięśnia rzęskowego). W zależności od tego, która część oka objęta jest zapaleniem, można wyróżnić 4 rodzaje uveitis:
- zapalenie przedniego odcinka błony naczyniowej - najczęstsza forma
- zapalenie środkowej części błony naczyniowej
- zapalenie tylnego odcinka błony naczyniowej
- zapalenie wszystkich struktur błony naczyniowej

## Objawy

### Zapalenie przedniego odcinka błony naczyniowej
- zaczerwienienie gałki ocznej
- światłowstręt
- łzawienie
- ból oka i jego okolic
- obniżona ostrość wzroku
- męty

W badaniu okulistycznym stwierdza się zadrażnienie rzęskowe gałki ocznej, obecność komórek zapalnych oraz osadów na śródbłonku rogówki.

### Zapalenie środkowej części błony naczyniowej
- męty
- stopniowe obniżanie ostrości wzroku

Zazwyczaj dotyczy tylko jednego oka.

### Zapalenie tylnego odcinka błony naczyniowej
- ubytki w polu widzenia
- obniżona ostrość wzroku
- męty

Zapalenie błony naczyniowej może występować jako:
- ostre - zapalenie powraca, zaś każdy nawrót trwa około 6 tygodni
- przewlekłe - zapalenie trwa miesiącami, lub nawet latami, od czasu do czasu nasilając się, co wymaga długotrwałego przyjmowania leków

## Przyczyny
Istnieje wiele czynników powodujących zapalenie błony naczyniowej. U jego podłoża mogą też leżeć inne schorzenia.
Przyczyny niezakaźnego zapalenia błony naczyniowej najczęściej pozostają nieznane, zaś jego leczenie jest skomplikowane.

## Klasyfikacja ICD10
| kod ICD10     | nazwa choroby                                                                                        |
| ------------- | --- |
| ICD-10: H20   | Zapalenie tęczówki i ciała rzęskowego                                                                |
| ICD-10: H20.0 | Zapalenie ostre i podostre tęczówki i ciała rzęskowego                                               |
| ICD-10: H20.1 | Przewlekłe zapalenie tęczówki i ciała rzęskowego                                                     |
| ICD-10: H20.2 | Zapalenie tęczówki i ciała rzęskowego spowodowane antygenem soczewkowym (uveitis phacoanaphilactica) |
| ICD-10: H20.8 | Inne postacie zapalenia tęczówki i ciała rzęskowego                                                  |
| ICD-10: H20.9 | Zapalenie tęczówki i ciała rzęskowego, nieokreślone                                                  |
| ICD-10: H30   | Zapalenie naczyniówki i siatkówki                                                                    |
| ICD-10: H31   | Inne patologie naczyniówki                                                                           |